# Estisch voetbalelftal in 1999
Het Estisch voetbalelftal speelde in totaal zestien officiële interlands in het jaar 1999, waaronder zes wedstrijden in de kwalificatiereeks voor de EK-eindronde 2000 in België en Nederland. De ploeg stond voor het vierde opeenvolgende jaar onder leiding van de IJslandse bondscoach Teitur Þórðarson, de opvolger van de eind 1995 weggestuurde Roman Ubakivi. Hij stapte op na het duel tegen Turkmenistan, waarna Tarmo Rüütli als interim-coach op de bank zat tijdens de laatste oefenwedstrijd van het jaar, op 18 december tegen Griekenland. Op de in 1993 geïntroduceerde FIFA-wereldranglijst steeg Estland in 1999 van de 92ste (januari 1999) naar de 70ste plaats (december 1999). Twee spelers kwamen in alle zestien duels in actie, van de eerste tot en met de laatste minuut: verdediger Urmas Kirs en middenvelder Martin Reim, die beiden onder contract stonden bij de Finse club KTP Kotka.

## Balans
| Wedstrijden | Wedstrijden | Wedstrijden | Wedstrijden | Doelpunten | Doelpunten | Doelpunten | Punten |
| Gespeeld    | Winst       | Gelijk      | Verlies     | Voor       | Tegen      | Saldo      | Punten |
| ----------- | ----------- | ----------- | ----------- | ---------- | ---------- | ---------- | ------ |
| 16          | 4           | 7           | 5           | 21         | 30         | –9         | 0.938  |

## Interlands
|                                                       | |       |         |                                                                                     |
| 18 januari Vriendschappelijk № 193 «onderlinge duels» | Israël | 7 – 0 | Estland | Ramat Gan Stadion, Tel Aviv Toeschouwers: 800 Scheidsrechter: Laurent Duhamel (FRA) |
| 18 januari Vriendschappelijk № 193 «onderlinge duels» | Avi Nimni 17' (pen.) Avi Tikva 29' Ronen Harazi 31' Ronen Harazi 36' Alon Mizrahi 43' Offer Shitrit 81' Jan Talesnikov 87' |       |         | Ramat Gan Stadion, Tel Aviv Toeschouwers: 800 Scheidsrechter: Laurent Duhamel (FRA) |

|                                                       |                                                    |       |                                                                |                                                                                         |
| 22 januari Vriendschappelijk № 194 «onderlinge duels» | Noorwegen                                          | 3 – 3 | Estland                                                        | Hapoel Umm al-Fahm FC, Umm al-Fahm Toeschouwers: 3.000 Scheidsrechter: Gaim Jakob (ISR) |
| 22 januari Vriendschappelijk № 194 «onderlinge duels» | Ståle Solbakken 22' Roar Strand 56' John Carew 72' |       | 75' (pen.) Martin Reim 82' Indrek Zelinski 89' Indrek Zelinski | Hapoel Umm al-Fahm FC, Umm al-Fahm Toeschouwers: 3.000 Scheidsrechter: Gaim Jakob (ISR) |

|                                                    |                                 |       |         |                                                                                      |
| 3 maart Vriendschappelijk № 195 «onderlinge duels» | Roemenië                        | 2 – 0 | Estland | Stadionul Naţional, Boekarest Toeschouwers: 15.000 Scheidsrechter: Marcel Lică (ROM) |
| 3 maart Vriendschappelijk № 195 «onderlinge duels» | Ionel Ganea 15' Ionel Ganea 79' |       |         | Stadionul Naţional, Boekarest Toeschouwers: 15.000 Scheidsrechter: Marcel Lică (ROM) |

|                                                    |                                                  |       |                                      |                                                                                       |
| 6 maart Vriendschappelijk № 196 «onderlinge duels» | Azerbeidzjan                                     | 2 – 2 | Estland                              | Neo GSZ Stadion, Larnaca Toeschouwers: 100 Scheidsrechter: Sotiris Constantinou (CYP) |
| 6 maart Vriendschappelijk № 196 «onderlinge duels» | Kurban Kurbanov 1' Vyacheslav Lychkin 30' (pen.) |       | 46' Kristen Viikmäe 71' Erko Saviauk | Neo GSZ Stadion, Larnaca Toeschouwers: 100 Scheidsrechter: Sotiris Constantinou (CYP) |

|                                                     |                          |       |                                         |                                                                                    |
| 16 maart Vriendschappelijk № 197 «onderlinge duels» | Cyprus                   | 1 – 2 | Estland                                 | Neo GSZ Stadion, Larnaca Toeschouwers: 200 Scheidsrechter: Andreas Georghiou (CYP) |
| 16 maart Vriendschappelijk № 197 «onderlinge duels» | Marios Christodoulou 81' |       | 59' Indrek Zelinski 85' Sergei Terehhov | Neo GSZ Stadion, Larnaca Toeschouwers: 200 Scheidsrechter: Andreas Georghiou (CYP) |

|                                                   |                     |       |                                         |                                                                                         |
| 31 maart EK-kwalificatie № 198 «onderlinge duels» | Litouwen            | 1 – 2 | Estland                                 | Žalgiris Stadion, Vilnius Toeschouwers: 3.000 Scheidsrechter: Alfredo Trentalange (ITA) |
| 31 maart EK-kwalificatie № 198 «onderlinge duels» | Arturas Fomenka 83' |       | 49' Sergei Terehhov 77' Sergei Terehhov | Žalgiris Stadion, Vilnius Toeschouwers: 3.000 Scheidsrechter: Alfredo Trentalange (ITA) |

|                                                 |         |                                  |          |                                                                                          |
| 5 juni EK-kwalificatie № 199 «onderlinge duels» | Estland | 0 – 2                            | Tsjechië | Kadrioru Stadion, Tallinn Toeschouwers: 2.900 Scheidsrechter: Juan Ansuategui Roca (ESP) |
| 5 juni EK-kwalificatie № 199 «onderlinge duels» |         | 45' Patrik Berger 84' Jan Koller |          | Kadrioru Stadion, Tallinn Toeschouwers: 2.900 Scheidsrechter: Juan Ansuategui Roca (ESP) |

|                                                 |                |       |                                            |                                                                                      |
| 9 juni EK-kwalificatie № 200 «onderlinge duels» | Estland        | 1 – 2 | Litouwen                                   | Kadrioru Stadion, Tallinn Toeschouwers: 2.000 Scheidsrechter: Hermann Albrecht (GER) |
| 9 juni EK-kwalificatie № 200 «onderlinge duels» | Andres Oper 8' |       | 51' Tomas Ramelis 56' Darius Maciulevičius | Kadrioru Stadion, Tallinn Toeschouwers: 2.000 Scheidsrechter: Hermann Albrecht (GER) |

|                                                        |                                        |       |         |                                                                                   |
| 18 augustus Vriendschappelijk № 201 «onderlinge duels» | Estland                                | 2 – 0 | Armenië | Pärnu Kalevi Stadion, Pärnu Toeschouwers: 500 Scheidsrechter: Margus Kotter (EST) |
| 18 augustus Vriendschappelijk № 201 «onderlinge duels» | Marko Kristal 79' Dmitri Ustritski 90' |       |         | Pärnu Kalevi Stadion, Pärnu Toeschouwers: 500 Scheidsrechter: Margus Kotter (EST) |

|                                                      |         |                                  |         |                                                                              |
| 4 september EK-kwalificatie № 202 «onderlinge duels» | Faeröer | 0 – 2                            | Estland | Tórsvøllur, Tórshavn Toeschouwers: 2.300 Scheidsrechter: Edo Trivković (CRO) |
| 4 september EK-kwalificatie № 202 «onderlinge duels» |         | 88' Martin Reim 90' Raio Piiroja |         | Tórsvøllur, Tórshavn Toeschouwers: 2.300 Scheidsrechter: Edo Trivković (CRO) |

|                                                      |         |       |           |                                                                                    |
| 8 september EK-kwalificatie № 203 «onderlinge duels» | Estland | 0 – 0 | Schotland | Kadrioru Stadion, Tallinn Toeschouwers: 5.000 Scheidsrechter: Franz Stuchlik (AUT) |
| 8 september EK-kwalificatie № 203 «onderlinge duels» |         |       |           | Kadrioru Stadion, Tallinn Toeschouwers: 5.000 Scheidsrechter: Franz Stuchlik (AUT) |

|                                                              |                |       |                                                                     |                                                                                   |
| 9 oktober EK-kwalificatie № 204 «onderlinge duels» 16:00 uur | Estland        | 1 – 4 | Bosnië en Herzegovina                                               | Kadrioru Stadion, Tallinn Toeschouwers: 1.200 Scheidsrechter: Roelof Luinge (NED) |
| 9 oktober EK-kwalificatie № 204 «onderlinge duels» 16:00 uur | Andres Oper 4' |       | 42' Elvir Baljić 57' Elvir Baljić 67' Elvir Baljić 87' Elvir Baljić | Kadrioru Stadion, Tallinn Toeschouwers: 1.200 Scheidsrechter: Roelof Luinge (NED) |

|                                                       |                |       |                           |                                                                                                |
| 30 oktober Vriendschappelijk № 205 «onderlinge duels» | Irak           | 1 – 1 | Estland                   | Mohammed Bin Zayed Stadion, Abu Dhabi Toeschouwers: 12.000 Scheidsrechter: Sakhakh Hamid (UAE) |
| 30 oktober Vriendschappelijk № 205 «onderlinge duels» | Ali Kadhim 30' |       | 31' (e.d.) Mahmoud Haydar | Mohammed Bin Zayed Stadion, Abu Dhabi Toeschouwers: 12.000 Scheidsrechter: Sakhakh Hamid (UAE) |

|                                                       |                                          |       |                                        | |
| 1 november Vriendschappelijk № 206 «onderlinge duels» | VA Emiraten                              | 2 – 2 | Estland                                | Mohammed Bin Zayed Stadion, Abu Dhabi Toeschouwers: 8.500 Scheidsrechter: Fareed Al Marzouqi (UAE) |
| 1 november Vriendschappelijk № 206 «onderlinge duels» | Eissa Abdullah 31' Abdul Salam Tumaa 81' |       | 19' (pen.) Martin Reim 38' Andres Oper | Mohammed Bin Zayed Stadion, Abu Dhabi Toeschouwers: 8.500 Scheidsrechter: Fareed Al Marzouqi (UAE) |

|                                                       |                       |       |                     |                                                                                                   |
| 3 november Vriendschappelijk № 207 «onderlinge duels» | Turkmenistan          | 1 – 1 | Estland             | Mohammed Bin Zayed Stadion, Abu Dhabi Toeschouwers: 9.000 Scheidsrechter: Abdulla Al-Bannai (UAE) |
| 3 november Vriendschappelijk № 207 «onderlinge duels» | Charyiar Muhhadov 38' |       | 47' Kristen Viikmäe | Mohammed Bin Zayed Stadion, Abu Dhabi Toeschouwers: 9.000 Scheidsrechter: Abdulla Al-Bannai (UAE) |

|                                                        |                                                       |       |                                 |                                                                                  |
| 18 december Vriendschappelijk № 208 «onderlinge duels» | Griekenland                                           | 2 – 2 | Estland                         | Ethniko Stadion, Trikala Toeschouwers: 6.145 Scheidsrechter: Bruno Derrien (FRA) |
| 18 december Vriendschappelijk № 208 «onderlinge duels» | Georgios Georgiadis 18' Nikos Liberopoulos 52' (pen.) |       | 20' Andres Oper 41' Andres Oper | Ethniko Stadion, Trikala Toeschouwers: 6.145 Scheidsrechter: Bruno Derrien (FRA) |

## FIFA-wereldranglijst
| JAN | FEB | MAR | APR | MEI | JUN | JUL | AUG | SEP | OKT | NOV | DEC |
| --- | --- | --- | --- | --- | --- | --- | --- | --- | --- | --- | --- |
| 92  | 93  | 90  | 85  | 85  | 88  | 86  | 88  | 74  | 72  | 73  | 70  |

## Hõbepall
Sinds 1995 reiken Estische voetbaljournalisten, verenigd in de Eesti Jalgpalliajakirjanike Klubi, jaarlijks een prijs uit aan een speler van de nationale ploeg die het mooiste doelpunt maakt. In het vijfde jaar ging de Zilveren Bal (Hõbepall) opnieuw naar Martin Reim voor zijn treffer in het duel tegen Faeröer, gemaakt op 4 september. Reim won eerder in 1995 en 1997.

## Statistieken
| Mart Poom            | 1972-02-03 | Derby County        | 6  | 0 | 0 | 69 | 0  |
| Toomas Tohver        | 1973-04-24 | FC Flora Tallinn    | 6  | 0 | 0 | 22 | 0  |
| Martin Kaalma        | 1977-04-14 | Lelle SK            | 4  | 0 | 0 | 7  | 0  |
| Verdediging          |            |                     |    |   |   |    |    |
| Urmas Kirs           | 1966-11-05 | KTP Kotka           | 16 | 0 | 0 | 77 | 5  |
| Sergei Hohlov-Simson | 1972-04-22 | FC Flora Tallinn    | 15 | 0 | 0 |    |    |
| Viktor Alonen        | 1969-03-23 | FC Flora Tallinn    | 10 | 5 | 0 |    |    |
| Erko Saviauk         | 1977-10-20 | FC Flora Tallinn    | 8  | 5 | 1 |    |    |
| Marek Lemsalu        | 1972-11-24 | Strømsgodset IF     | 8  | 2 | 0 |    |    |
| Raio Piiroja         | 1979-07-11 | FC Flora Tallinn    | 4  | 1 | 1 | 6  | 1  |
| Urmas Rooba          | 1978-07-08 | FC Flora Tallinn    | 4  | 0 | 0 |    |    |
| Andrei Stepanov      | 1979-03-16 | Lelle SK            | 4  | 0 | 0 | 4  | 0  |
| Janek Meet           | 1974-05-02 | FC Flora Tallinn    | 1  | 3 | 0 |    |    |
| Middenveld           |            |                     |    |   |   |    |    |
| Martin Reim          | 1971-05-14 | KTP Kotka           | 16 | 0 | 3 |    |    |
| Sergei Terehhov      | 1975-04-18 | FC Flora Tallinn    | 14 | 1 | 3 |    |    |
| Marko Kristal        | 1973-06-02 | FC Flora Tallinn    | 12 | 4 | 1 |    |    |
| Aivar Anniste        | 1980-02-18 | FC Flora Tallinn    | 7  | 1 | 0 |    |    |
| Maksim Smirnov       | 1979-12-28 | FC Flora Tallinn    | 5  | 2 | 0 |    |    |
| Mark Švets           | 1976-10-01 | FC Kuressaare       | 4  | 3 | 0 | 10 | 0  |
| Kert Haavistu        | 1980-01-18 | FC Flora Tallinn    | 1  | 3 | 0 | 4  | 0  |
| Joel Lindpere        | 1981-10-05 | Lelle SK            | 1  | 1 | 0 |    |    |
| Aanval               |            |                     |    |   |   |    |    |
| Andres Oper          | 1977-11-07 | Aalborg BK          | 13 | 0 | 5 |    |    |
| Indrek Zelinski      | 1974-11-13 | FC Kuressaare       | 9  | 3 | 3 | 55 | 16 |
| Kristen Viikmäe      | 1979-02-10 | FC Flora Tallinn    | 8  | 5 | 2 |    |    |
| Ivan O'Konnel-Bronin | 1973-02-10 | Levadia Maardu      | 2  | 7 | 0 |    |    |
| Argo Arbeiter        | 1973-12-05 | KTP Kotka           | 1  | 0 | 0 |    |    |
| Dmitri Ustritski     | 1975-05-08 | JK Tulevik Viljandi | 0  | 4 | 1 |    |    |

EJL · A-internationals · Bondscoaches · Statistieken · Estisch vrouwenelftal · Olympisch elftal · Estland U21 · Estland U20 · Estland U19 · Estland U18 · Estland U17 · Estland U16
1920 – 1929 ·
1930 – 1939 ·
1940 – 1949 ·
1950 – 1990 · 
1990 – 1999 ·
2000 – 2009 ·
2010 – 2019 ·
2020 − 2029
OS 1924
1920 ·
1921 ·
1922 ·
1923 ·
1924 ·
1925 ·
1926 ·
1927 ·
1928 ·
1929 · 
1930 · 
1931 · 
1932 · 
1933 · 
1934 · 
1935 · 
1936 · 
1937 · 
1938 · 
1939 · 
1940 · 
1941 · 
1942 · 
1943 · 1944 · 
1945 · 
1946 · 
1947 · 
1948 · 
1949 · 
1950 – 1990 · 
1991 · 
1992 · 
1993 · 
1994 · 
1995 · 
1996 · 
1997 · 
1998 · 
1999 · 
2000 · 
2001 · 
2002 · 
2003 · 
2004 · 
2005 · 
2006 · 
2007 · 
2008 · 
2009 · 
2010 · 
2011 · 
2012 · 
2013 · 
2014 · 
2015 · 
2016 ·
2017 ·
2018 ·
2019 ·
2020
Albanië ·
Andorra ·
Angola ·
Antigua en Barbuda ·
Argentinië ·
Armenië ·
Azerbeidzjan ·
België ·
Bosnië-Herzegovina ·
Brazilië ·
Bulgarije ·
Canada ·
Chili ·
China ·
Cyprus ·
Denemarken ·
Duitsland ·
Ecuador ·
Egypte ·
El Salvador ·
Engeland ·
Equatoriaal-Guinea ·
Faeröer ·
Fiji ·
Filipijnen ·
Finland ·
Frankrijk ·
Georgië · 
Gibraltar ·
Griekenland ·
Hongarije ·
Hongkong ·
Ierland ·
IJsland ·
Indonesië ·
Irak ·
Israël ·
Italië ·
Jordanië ·
Kazachstan ·
Kirgizië ·
Kroatië ·
Letland ·
Libanon ·
Liechtenstein ·
Litouwen ·
Luxemburg ·
Malta ·
Marokko ·
Mexico ·
Moldavië ·
Montenegro ·
Nederland ·
Nieuw-Caledonië ·
Nieuw-Zeeland ·
Noord-Ierland ·
Noord-Macedonië ·
Noorwegen ·
Oekraïne ·
Oezbekistan ·
Oman ·
Oostenrijk ·
Polen ·
Portugal ·
Qatar ·
Roemenië ·
Rusland ·
Saint Kitts en Nevis ·
San Marino ·
Saoedi-Arabië ·
Schotland ·
Servië ·
Slovenië ·
Slowakije · 
Spanje ·
Tadzjikistan ·
Thailand ·
Trinidad en Tobago ·
Tsjechië ·
Turkije ·
Turkmenistan ·
Uruguay ·
Vanuatu ·
Venezuela ·
Verenigde Arabische Emiraten ·
Verenigde Staten ·
Vietnam ·
Wales ·
Wit-Rusland ·
Zweden ·
Zwitserland